# Marius Olsen (Politiker, 1946)
Marius Olsen (* 25. Juni 1946 in Sisimiut; † 28. Februar 2022 in Nuuk) war ein grönländischer Politiker (Siumut).

## Leben
Marius Olsen begann nach seiner Konfirmation 1960 als Fischer zu arbeiten und war schon mit 16 Jahren als Kapitän auf dem Fischkutter seines Vaters tätig. Mit 19 Jahren kaufte er sich einen eigenen Fischkutter und fing unter anderem in den folgenden 20 Jahren über 200 Zwergwale. Er blieb bis zu seinem Tod seiner Arbeit treu, sodass er insgesamt 61 Jahre als Fischer und Jäger arbeitete. Dabei war er aktiv in der Fischer- und Jägervereinigung SAPP in seiner Heimatstadt Sisimiut sowie in der Dachvereinigung KNAPK.
Dadurch kam er auch in Kontakt mit der Politik. Bei der Parlamentswahl in Grönland 1983 kandidierte er als Zweiter Stellvertreter für Mikkel Kristiansen, der nicht gewählt wurde. Bei der Wahl 1984 war er Erster Stellvertreter von Lars-Emil Johansen. Dieser wurde gewählt, trat aber im Sommer 1986 zurück, woraufhin Marius Olsen seinen Parlamentssitz einnahm. Bei der Wahl 1987 und 1991 trat er erneut als Erster Stellvertreter von Lars-Emil Johansen an. 1995 war er hingegen Erster Stellvertreter von Simon Olsen, der nicht gewählt wurde. Bei der folgenden Wahl wurden die persönlichen Stellvertreter abgeschafft. Stattdessen kandidierte er bei der Kommunalwahl 2001 und wurde in den Rat der Gemeinde Sisimiut gewählt. 2005 wurde er wiedergewählt. Er trat auch bei der Parlamentswahl 2005 an, wurde aber nicht gewählt. Bei der Kommunalwahl 2009 erreichte er den ersten Nachrückerplatz in der neuen Qeqqata Kommunia. Bei der Parlamentswahl 2009 kandidierte er erneut erfolglos. Bei der Kommunalwahl 2013 konnte er direkt in den Kommunalrat einziehen, 2017 hingegen nicht mehr. Anschließend beendete er seine politische Karriere.
2012 begann er gefangene Forellen lebend zu halten, um sie anschließend frisch verkaufen zu können, was ihm jedoch 2014 von der Lebensmittelbehörde verboten wurde. 2021 schrieb er seine Autobiografie Malissuit ataanni („Unter den großen Wellen“). Er starb ein Jahr darauf im Alter von 75 Jahren im Dronning Ingrids Hospital in Nuuk.